# Kenpachi Zaraki
Zaraki Kenpachi (更木 剣八?) es un personaje del manga y anime Bleach. Es uno de los shinigamis más fuertes y ostenta el cargo de Capitán del Undécimo Escuadrón. Su exteniente es Yachiru Kusajishi, una pequeña niña de pelo rosa que solía ir colgada en el hombro de Kenpachi, la cual resultó ser el espíritu de la zanpakutō de Kenpachi. Su actual teniente es Ikkaku Madarame.

## Apariencia
Zaraki es un hombre peculiar. Destaca entre los demás shinigami por varios aspectos; en primer lugar su altura y su constitución física le hacen un hombre imponente, a lo que hay que sumar su amenazante rostro que está surcado por una cicatriz vertical desde la frente al cuello. Además de eso, luce un extraño peinado en el cual utiliza fijador en exceso para erizarse su pelo y atar sus cascabeles a los mechones. Por muchos es considerado un demonio.
El haori de capitán que luce está recortado abruptamente por los hombros y la parte de abajo, además de esto utiliza el Shihakusho estándar sin ninguna otra modificación más que unas cuantas vendas en el tórax.
También destaca el parche que lleva en su ojo derecho, diseñado para absorber la enorme cantidad de reiatsu que desprende inconscientemente y limitarlo (esto es decisión del propio Kenpachi Zaraki), ya que si no llevara este elemento "destrozaría de tal manera a sus adversarios que no tendría tiempo de disfrutar el combate". Además de este parche, lleva unos cascabeles en el pelo para hacer ruido durante el combate, de esa manera su contrincante le localiza más fácilmente y la batalla se vuelve, según Kenpachi, más interesante.
En su reaparición durante la Saga del Agente Perdido , el aspecto de Kenpachi es prácticamente el mismo, con la diferencia de llevar el pelo más largo y despeinado, y de haber descartado los cascabeles que solía llevar en su cabello.

## Personalidad
Kenpachi Zaraki en principio parece un ser desequilibrado que solo busca combates por pura diversión, sin embargo posteriormente se ve en él cierta profundidad, a pesar de su carácter se preocupa por sus subordinados, con los que tiene una buena relación. Es un gran amante de la lucha hasta el punto de que se divierte buscando enemigos fuertes como Nnoitra, Byakuya, Unohana o Ichigo.

## Historia

### Pasado
Kenpachi habitaba en el Distrito 80 del Rukongai, el más salvaje, violento y peligroso de todos. Ese Distrito se llama "Zaraki", y de ahí que él adoptase ese nombre, pues hasta entonces no tenía. "Kenpachi" es un título que se da a los shinigamis más fuertes de cada generación, y por eso lo añadió a su nombre. En ese ambiente aprendió a manejar la espada, a sobrevivir y hacerse más fuerte, matando a varios hombres bajo el filo de su espada. Tras una de esas batallas, se enfrentó contra la que entonces era capitana de la 11.ª División, Yachiru Unohana, a quién superaba ampliamente a pesar de ser solamente un niño. Sin embargo, al haber encontrado a alguien a quien podía llamar enemigo, inconscientemente selló su poder de lucha a un nivel extremo ya que al haber encontrado a alguien capaz de competir con su poder pensó que si la mataba no podría volver a luchar otra vez contra alguien así. Fue entonces cuando ambos recibieron una herida que posteriormente los caracterizaría.
En una de esas peleas encontró a una niña procedente del Distrito 79 a la que dio el apellido "Kusajishi", que es como se llama dicho distrito, y el nombre de "Yachiru", que es el nombre de la única persona que le gustaría estuviera allí. Yachiru le acompaña desde entonces. Posteriormente se convertiría en su Teniente en el 11.º Escuadrón del Gotei 13. También se sabe que, cuando aún estaba en el Rukongai, derrotó fácilmente a Madarame Ikkaku y que debido su resistencia a matarlo y a que le instó a volverse más fuerte y vengarse en vez de clamar por la muerte, este lo siguió al Seireitei y se convirtió en shinigami para luchar y morir bajo sus órdenes. Después de pelear contra Ikakku, Zaraki, luchó a muerte contra el Capitán de la 11 división, Kenpachi Kiganjo, al cual asesina y así Zaraki se convierte en Capitán del 11° escuadrón. Se sabe que en cuanto entró en las Trece Divisiones el Comandante Yamamoto le recomendó en repetidas ocasiones que practicara kendo, no obstante, la filosofía de este arte le resultaba incomprensible a Kenpachi y lo desechó, mas no así el concepto de agarrar la espada con dos manos. Zaraki obtuvo su puesto de Capitán de la Undécima División asesinando al anterior Capitán en un duelo a muerte ante todos los integrantes de la Undécima División, lo cual lo habilitó para el cargo a pesar de desconocer incluso el nombre de su propia Zanpakutō.

### Saga de la Sociedad de Almas
Kenpachi hace su aparición junto a Gin Ichimaru para hacerle una visita a Byakuya Kuchiki después de que este le informe a su hermana de la sentencia tomada por la Cámara de los 46, donde mantiene un agrio intercambio de palabras con el Capitán, al igual que con Mayuri Kurotsuchi en la reunión de Capitanes en la que acusan a Ichimaru de no haber matado a los intrusos. Una vez se informe de la invasión ryoka de Ichigo Kurosaki, Yasutora Sado, Inoue Orihime, Uryū Ishida y Yoruichi Shihōin en forma felina, se dedica a buscarlos incesantemente (con un nulo sentido de la orientación) hasta que es puesto sobre aviso por su Tercer oficial Madarame Ikkaku acerca del poder de Ichigo. Finalmente le encuentra justo en el Palacio de la penitencia y entabla combate con él mientras Hanatarō Yamada y Ganju Shiba escapan y tratan de salvar a Rukia. 
Aunque en principio Ichigo está totalmente abrumado por el poder de Zaraki y no puede ni cortarlo, el joven shinigami logra calmarse y cortar al Capitán. Ambos entrechocan sus espadas en feroces golpes varias veces. Ichigo se confía al comprobar que Kenpachi no puede liberar su Zanpaku-tō, más es entonces cuando Zaraki atraviesa la guardia horizontal que mantenía con Zangetsu y lo traspasa, haciéndolo caer y creyéndolo derrotado. No obstante, cuando se da la vuelta Ichigo emerge con una potencia espiritual desorbitada y toma ventaja, cortando varias veces a Kenpachi. Sin embargo este responde lleno de éxtasis y ambos comienzan a luchar tremendamente igualados. Cuando Zaraki cree estar ante un rival que merece la pena, se desprende del parche que lo limitaba y se dispone a destrozar a Ichigo. Este por su parte recibe todo el poder de Zangetsu y de su Hollow Interno para realizar un último ataque. Ambos chocan en una violenta explosión y acaban mortalmente heridos. Zaraki ve su espada rota y le concede a un inconsciente Ichigo la victoria.
Tras esto Yachiru se lleva a Zaraki lejos al tiempo que llama a Yachiru Unohana para que cure a su malherido amigo. Mientras esperan, Zaraki le pregunta su nombre a la Zanpakutō para hacerse más fuerte, más al no obtener respuesta siente una gran frustración y se desmaya. Poco antes de la ejecución de Rukia, Zaraki se encuentra recuperado de sus heridas en el cuartel de su División junto a Ikkaku y su Quinto Representante Yumichika Ayasegawa. Yachiru lleva ante él a Makizō
Aramaki y a Orihime Inoue, después de que huyeran de la batalla con Mayuri Kurotsuchi y le explícan la situación. Zaraki decide ayudar a los ryoka y a Ichigo y se revela ante la ejecución, liberando a los prisioneros Chad, Ishida y Ganju
Se encuentran en su camino con los Capitanes de la Séptima y Novena división, Sajin Komamura y Kaname Tōsen respectivamente, además de sus Subcapitanes, Tetsuzaemon Iba y Shūhei Hisagi. Zaraki plantea un cuatro contra uno y ordena a los demás que se adelanten. Los Capitanes se burlan de él y sus subordinados tratan de adelantarse para atacar a Zaraki, pero Yumichika e Ikkaku, que no han continuado adelante, deciden entablar combate con ellos y parten a un lugar alejado para no molestar a su Capitán usando el shunpo.
Komamura y Tōsen demuestran no ser rivales con sus liberaciones iniciales para Zaraki, quién los derrota fácilmente y alienta a usar sus liberaciones completas, Komamura se resiste pero Tousen accede y libera su bankai (Suzumushitsuikishi Enma Kōrogi) que priva de todos sus sentidos a Zaraki menos del tacto. Ante esto, Zaraki resulta herido varias veces, aunque poco a poco va adaptándose a la situación y evitando los golpes del Capitán. Finalmente se deja traspasar por la espada de Tōsen para ubicarlo y cortarlo transversalmente en dos ocasiones, lo cual destroza el bankai del Capitán y lo deja fuera de combate. Cuando Zaraki va a rematar a Tōsen por su insistencia, Sajin Komamura se interpone y libera su bankai para acabar definitivamente con Zaraki. La pelea no llega a comenzar puesto que Komamura se va al ver que Yamamoto va a pelear.
No tendrá más apariciones hasta después de la marcha de Sōsuke Aizen, Gin Ichimaru y Tōsen, en la que quiere entablar pelea con Ichigo, que se encontraba en el cuartel de su división, Ichigo sale corriendo cómicamente para evitar el combate, dejando a Zaraki enfadado. Más tarde se lo ve junto con Yachiru descansando en sus cuarteles, mientras Ichigo y sus amigos regresan al mundo de los vivos. Yachiru le pregunta a su Capitán si no va a despedirse del Shinigami Sustituto, más Kenpachi le comenta que no hay necesidad de hacerlo, porque esta seguro de que algún día volverán a verse.

### Los Arrancar
Zaraki se mantiene en la Sociedad de Almas mientras Ichigo y la avanzadilla de Hitsugaya tratan de contener a los Arrancar por orden de Yamamoto, no obstante, es el encargado junto a Byakuya Kuchiki de llevarse a la Sociedad de Almas al grupo de Hitsugaya tras el secuestro de Inoue Orihime por parte del Cuarto Espada, Ulquiorra Cifer. Con lo cual la Sociedad de Almas se desentendía de Ichigo e Inoue y se centraba en defender el Seireitei para la guerra de invierno.

### Hueco Mundo
Más tarde, cuando la incursión en Hueco Mundo de Ichigo Kurosaki, Rukia Kuchiki, Renji Abarai, Yasutora Sado y Uryū Ishida para rescatar a la cautiva Inoue Orihime parece acabar definitivamente en derrota, Zaraki es uno de los Capitanes enviados para ayudar a Ichigo, deteniendo el ataque del Arrancar Tesla que acabaría con Ichigo con su espada y recrimina a este el estar tirado y al borde de la muerte. Zaraki explica que ha llegado gracias a que Kisuke Urahara estabilizó la Garganta antes de tiempo. Yachiru está con él también. 
Tesla se enfurece y ataca a pesar de la advertencia de Nnoitra Jiruga pero es en vano, Zaraki corta transversalmente y en dos partes al Número que cae, es entonces cuando tanto el Quinto Espada como el Capitán se presentan y comienzan un igualado combate, aunque Kenpachi se ve incapaz de atravesar en principio el poderoso Hierro del Espada, poco a poco se acostumbra al combate y logra tomar ventaja, cortando en varias ocasiones a Nnoitra, incluso rechaza un Cero con las manos, finalmente Nnoitra es derrotado al quitarle el parche al Capitán por error y recibir un brutal corte. No obstane Nnoitra vuelve a tomar ventaja liberando su zanpakutō (Santa teresa) con la que se cura y obtiene, primero 4 brazos y después 6. Kenpachi lucha emocionado pero es gravemente herido, cuando observa que está en verdadero peligro de muerte, decide lanzar un poderoso golpe a dos manos que definitivamente derrota al Espada. nnoitra no se resigna a perder y Kenpachi aunque renuente, acaba por ejecutarlo.
El shinigami le rinde sus respetos al inerte Espada y le ordena a Ichigo que regrese junto a Orihime Inoue a Karakura, no obstante el Espada Stark interviene y desaparece junto a la humana misteriosamente sin que Kenpachi o Ichigo puedan hacer nada. Aizen se comunica con todos ellos entonces y les explica que el rapto de Inoue Orihime era parte de su plan para atrapar a varios shinigamis y ryoka en Hueco Mundo y así poder destruir Karakura fácilmente y crear la Ōken, Ichigo trata de moverse pero Zaraki lo detiene, diciendo que Yamamoto previó esto y le solicitó a Kisuke Urahara el habilitar la llegada a Karakura de todos los Capitanes restantes del Gotei.
Mientras los demás Capitanes explican que gracias a la Tenkaikechū y a Kisuke Urahara, Karakura fue trasladada a una zona alejada del Rukongai mientras los habitantes fueron puestos a dormir, Zaraki observa como Ichigo se lanza hacia la Quinta Torre de Las Noches, donde Inoue está cautiva por el reaparecido Ulquiorra Cifer.

### La batalla por Karakura
Ichigo termina su batalla con Ulquiorra y se enfrenta a Yammy, pero el shinigami sustituto está debilitado, es ahí cuando Zaraki aparece de nuevo cortando una pierna del espada y junto a Byakuya Kuchiki salvan a Ichigo, Zaraki ataca a Ichigo pero Yammy entra y golpea al capitán, estos empiezan a luchar mientras tanto aparece Mayuri Kurotsuchi y logra abrir la garganta, Ichigo quiere quedarse a ayudar a los capitanes pero Byakuya lo convence de irse, entonces Ichigo y Retsu Unohana van a Karakura, Zaraki es superior a Yammy y parece haberlo derrotado, pero no, yammy despierta y lanza un cero, Byakuya critica al capitán por creer que lo había derrotado, se puede sentir la mala vibra entre ambos capitanes que discuten y se disponen a pelearse entre ellos, Yammy aparece de nuevo pero el ya no es más que un estorbo en el camino de los capitanes.

### Saga del Agente Perdido
Siguiendo los eventos que llevaron a Rukia a empalar a Ichigo con la espada especial diseñada por Urahara, Kugo Ginjo dijo que ya había tomado todos los poderes de Ichigo y que las acciones de Rukia no fueron suficientes para restaurarlos.
Sin embargo, Renji lo interrumpe revelando su aparición y la de otros Shinigamis incluyendo a Kenpachi Zaraki, quién, junto a los demás observa la situación. Renji revela que ellos, junto con Kenpachi, donaron su reiatsu a la espada que hizo Urahara para asegurarse de que Ichigo recuperara sus poderes de nuevo. Una vez comenzada la batalla, trata de que Byakuya le deje encargarse de Tsukishima ya que según el, parecía más fuerte.
En ese momento aparece detrás de él Giriko burlándose de Kenpachi y que con su fullbring, ahora él era inmensamente poderoso, pero Kenpachi lo parte por la mitad diciendo que esto era aburrido. 
Tras matar a Giriko, Kenpachi mira al cielo diciendo que ninguno de los otros había terminado de luchar y que se estaban tomando su tiempo; Aunque había venido a ayudar al ver que no tenía oponente alguno Kenpachi dijo que era aburrido y se volvería a casa, al final su intento de volver fue frustrado por Yachiru Kusajishi su teniente quien le dijo que al haber llegado al mundo humano juntos debían irse juntos, que si volvían antes el Capitán Yamamoto les regañaría a lo que Kenpachi responde que deje de tirar de sus orejas.
Kenpachi le da la bienvenida a Ikkaku cuando la dimensión en la que estaba desaparece. Ikkaku se sorprende de que Kenpachi esté fuera de su dimensión tan pronto, Kenpachi solo le responde a Ikkaku que llegó tarde. A continuación Kenpachi, Yachiru e Ikkaku notan a Renji saliendo de unos arbustos. Ikkaku regaña a Renji por la condición en se encuentra y Renji explica que él salió de su dimensión hace un rato pero no pudo moverse durante un tiempo lo cual sorprende a Kenpachi. Zaraki le pregunta a Ikkaku que paso con su oponente e Ikkaku le responde que después de darle una lección lo dejó ir. 
Kenpachi se siente frustrado al escuchar esto y regaña a su subordinado. Junto con los otros capitanes, observa como Ichigo rompe la última dimensión de bolsillo con su Bankai. Cuando Kenpachi y los otros shinigami se disponen a marcharse, Byakuya le recuerda a Rukia que solo se les encargo observar que decisión tomaba Ichigo. Kenpachi interpone que él solamente vino porque estaba aburrido. Cuando Ichigo posteriormente va a la Sociedad de Almas a solicitar la devolución del cuerpo de Kūgo, Kenpachi es informado de su llegada y es uno de los capitanes presentes para escuchar la petición de Ichigo.
En el anime, al ver que Ichigo ha decidido seguir siendo un Shinigami Sustituto, el Capitán sonríe de emoción. Más tarde mientras corre por el Seireitei junto con Yachiru, puede observar a la distancia que Ichigo vuelve al mundo humano.

### La Guerra Sangrienta de los Mil Años
Durante la reunión de Capitanes convocada por Genryusai Yamamoto tras la reciente muerte del Teniente de su División Chojiro Sasakibe a manos de los nuevos enemigos la organización Vandenreich. Yamamoto da la orden a todos los Capitanes de prepararse para la Guerra y que preparen sus Cuarteles Generales. El Capitán de la Decimosegunda División Mayuri Kurotsuchi junto a su cuerpo de Investigación y Desarrollo dirigido por su Tercer Oficial Akon se encargaron de la investigación de los nuevos enemigos llegando a la conclusión de que los nuevos enemigos no son más que Quincy al escuchar esto los Capitanes se notan sorprendidos debido a que según los datos los Quincy estaban extintos.
Kenpachi cargando con tres Stern Ritter derrotados Tras empezar la invasión por parte de una división militar avanzada del Vandenreich, los Stern Ritter. Todos los Capitanes se ponen en movimiento hacia el campo de batalla. Tras el descubrimiento de que los enemigos Quincy no sellan el Bankai sino más bien lo roban a través de un medallón especial, todos los Capitanes se muestran sorprendidos incluyendo a Kenpachi.
Cuando el departamento de Investigación y Desarrollo informa a la sociedad de Almas que Ichigo viene en su ayuda. Kenpachi se ve muy emocionado por la noticia.
Más tarde, mientras el líder del Vandenreich habla con Haschwalth sobre la supuesta muerte de Byakuya, Kenpachi aparece con tres Stern Ritter muertos a su espalda, preguntando si ellos dos son sus jefes.
El Haschwalth le pregunta a Kenpachi como logró matar a los otros Stern Ritter, lo que este le contesta que eran basura, y le explica brevemente como sucedió. Dice que el primero se transformó en un gorila y lo atacó gritando, pero simplemente lo cortó a la mitad, después se encontró con otra y le empezó a explicar sus habilidades y era realmente una molestia, pero como no podía escucharla por los gritos, le arrancó la garganta, y el último era el más "normal", ya que se transformó en él (Kenpachi) y le costó derrotarlo, pero solamente tuvo que aumentar su poder. Kenpachi, ignorando a Haschwalth, dice que no tiene interés en ellos que solo ha venido a matarlos, así que ataca a Juha Bach el cual se dispone a detener la espada de Kenpachi, lo que causa una gran explosión. No obstante, aunque su pelea no es vista, más tarde se ve que Kenpachi ha sido derrotado por el Líder del Vandenreich, siendo sostenido del cuello a pesar de haber liberado su parche, el Líder comenta que Kenpachi es uno de sus 5 Potenciales de Guerra, pero que parece que realmente lo había sobre valorado, y por último le pide que duerma, y afirma que la caída de la Sociedad de Almas está cerca, hasta que es interrumpido por la intromisión del Capitán General Yamamoto.
Durante una Reunión sostenidad entre los Capitanes Gotei 13 para discutir sobre la muerte de Yamamoto, Kenpachi es mencionado junto a Byakuya Kuchiki por un mensajero de la Sociedad de Almas quien informan a los capitanes presentes que Zaraki ha podido escapar de la muerte, pero debido a la gran cantidad de heridas recibida en su último enfrentamiento con Royd Lloyd, Kenpachi se encuentra imposibilitado para retomar sus funciones como capitán de la 11.ª división ya que se encuentra es estado inconsciente.
Tiempo después se ve a Shunsui Kyoraku, recién nombrado capitán de la 1.ª división y comandante general en sustitución del difunto Shigekuni Yamamoto, llamando a su presencia a Yachiru Unohana, y encomendándole la misión de enseñar a Kenpachi lo que definió como "el arte de matar", y revela que la propia Unohana fue "la primera Kenpachi".
Posteriormente, se ve a Kenpachi y Unohana entrando al nivel más profundo de la Prisión Central, lugar que ha elegido ella misma como escenario de su batalla contra Kenpachi. Durante una conversación entre ambos, se revela que ya han luchado en el pasado previamente dejándose unas cicatrices el uno al otro (Unohana le produjo a Kenpachi la cicatriz característica en su rostro y Kenpachi le dejó a Unohana una cicatriz en el pecho). Tras esto da inicio la batalla entre ambos.
Mientras combaten ferozmente, Unohana es capaz de mantener la ventaja sobre Zaraki, desviando sus golpes con la mano libre y los pies. En medio del enfrentamiento Unohana alaba a Kenpachi por retirar su parche desde el comienzo de la pelea, pero señala que ya ha llegado a sus límites por hacerlo. A medida que continúa le propina una herida profunda al Capitán de la Undécima División, y lo llama débil al afirmar que aquellos que utilizan una sola mano mientras luchan, no hacen nada con el otro brazo y que no la vea como si estuviera disfrutando de su combate. Kenpachi por su parte nota que ha cambiado desde aquellos tiempos en que la admiraba ya que hace uso de trucos que no tenían en su última pelea. Unohana luego desarma a Zaraki y le dice que ella no ha cambiado en lo absoluto; es solo que anteriormente no tuvo la necesidad de usar esos trucos en él cuando se enfrentaron por última vez.
Kenpachi se pregunta si se ha hecho más débil y luego explica que solía aburrirse con las peleas antes de conocer a Unohana, ya que cuando luchó con ella, sintió miedo, lo cual le hizo disfrutar de un combate, por primera vez, y desde entonces, él quería pelear como ella. Kenpachi luego se pregunta si él va a morir sin poder vencerla. Unohana hiere a Kenpachi y comenta que pareció como si él hubiera perdido el conocimiento por un momento. Sin embargo Zaraki no tiene en cuenta este cuestionamiento y sigue tratando de luchar contra ella. Entonces mentalmente Unohana afirma que Kenpachi no va a morir, ya que se hace más fuerte cada vez que se acerca a la muerte, lo cual es el error que cometió y el pecado que se le impuso. A medida que la lucha continúa, Kenpachi es herido continuamente y se desmaya. Unohana lo cura en repetidas ocasiones y con el tiempo se las arregla para herirla. En aquel momento se da cuenta de que antes solo estaba reaccionando a su espada, pero ahora lo está haciendo con sus reflejos. Mientras sigue este ciclo de lucha Zaraki señala que cada vez que recupera la conciencia siente como si hubiera vuelto a nacer, sin saber que los límites inconscientes que se colocó a sí mismo en su primera batalla contra Unohana están siendo liberados. Después de que su oponente liberara su Bankai Kenpachi se da cuenta de que hasta entonces había estado "dormido" deseando sobre su batalla contra Unohana pensando que su intercambio no tenía nombre y le da las gracias por darse cuenta de que su intercambio es luchar. Para luego atravesar a su oponente con su Espada en el pecho. 
Después de que Kenpachi se entera de que Unohana iba a morir, empieza a gritar de que no se muera ya que aún no había terminado, entonces Unohana le dice que no debe ponerse triste, ya que él ha recuperado su verdadera fuerza y que aun tendrá varios enemigos con quienes pelear, y además amigos con los que discutir, y que su "compañera" ya ha despertado con el, además de que todo lo que ha tenido ahora se lo deja a él. Zaraki escucha una voz que lo está llamando, esta voz dice que por fin han podido comunicarse, Zaraki escucha que la voz le dice que ha estado con el muy de cerca, y que es un placer conocerlo, entonces la voz se dispone ha revelar su nombre.
Zaraki aparece detrás de Gremmy haciendo una explosión por lo que Yachiru Kusajishi e Isane Kotetsu quedan muy sorprendidas al verlo, especialmente la primera quien solo se limita a decir Ken-chan. Isane muy nerviosa le pregunta sobre la ubicación de la Capitana Unohana y Zaraki de espaldas le dice que ella está muerta además de decirle que si lo odia siempre podrá intentar matarlo pero Isane solamente agradece a Dios pues sabe que su capitana le cedió el título de Kenpachi a Zaraki luego de esto Gremmy interrumpe la conversación tratando de preguntar a Zaraki si es el famoso Kenpachi y empieza a moverse el piso y de este se forma un nuevo escenario ya que el Quincy muy sonriente le dice que le dará su bienvenida al famoso Kenpachi Zaraki. Gremmy se presenta además de explicar en que consiste su habilidad que le dio Yhwach y Kenpachi lo ataca con su Zanpaku-tō pero el Sternritter imagina que su cuerpo es más resistente que el acero pero esto no parece funcionar ya que Ken le dice que no puede crear algo que no pueda corta y tras esto el Shinigami se presenta como Kenpachi Zaraki ante la mirada penetrante del Quincy. Zaraki parece molestarle el ruido que hacen los demás Shinigami al sentir su Reiatsu por lo que Gremmy le dice que gracias a su llegada en su mente ya esta decidida la batalla, tal es la libertad de la imaginación mientras su herida que presentaba en su brazo desaparece ante el asombro de Kenpachi quien le pregunta si puede sanarse a lo que el Sternritter le dice tal vez si porque dijiste que ha sanado probablemente paso y luego el Quincy comienza a explicarle que solo tuve que imaginar que las heridas que le hicieron tuvieron que sanar, todo lo que hizo fue imaginárselo enseguida de eso comienza a fanfarronear sobre su habilidad y decirle a Zaraki que alguien como el no entendería nunca su poder y además agrega que no peleara contra el con un solo dedo sino que usara su imaginación para arrancarle la cabeza. Enseguida Gremmy comienza imaginarse lava para dirigirla a Kenpachi quien con su espada logra bloquearla pero al ver a Yachiru cerca de él le dice que se mueva pero el Quincy le dice que debe ser comprensible con ella ya que gracias a su poder sus huesos están hechos de galletas pero para ser le más entendible a Zaraki le dice que debió haberlo hecho de rakugan, al entender esto Zaraki se lanza al ataque pero queda atrapado en un enorme cubo de agua, entonces Gremmy muy contento le dice que si pensabas saltar por el aire pero lo acabas de hacer en el agua sin embargo esto no es impedimento para Kenpachi quien usa su Zanpaku-tō para atacar a Gremmy pero no logra hacerle ningún daño, el Quincy le dice que ser envuelto en agua de repente sin duda hará dudar a su mente, así es como caerá en una grieta que ha preparado, además que Gremmy le dice que él no morirá por ser aplastado por el suelo pero que pasará si está bajo agua cualquiera morirá si no puede respirar rodeado de agua y aplastado por el suelo lentamente no importa que tan monstruoso sea, no resistirá más de una hora, pero eso no detendrá a Kenpachi Zaraki quien entre sus manos lleva a Yachiru, justificando que si nada sucede cuando la cargó eso significa que sus huesos ha vuelto a la normalidad además de decirle que se ha olvidado de pensar en Yachiru, mientras luchaba con él.
Luego de varios ataques, Gremmy se estaba por imaginar su muerto a manos del Shinigami por lo que Zaraki sin querer le da ánimos y es por eso que el Quincy decide mostrar su máximo poder con su técnica My Other Self mostrando su auténtico yo que no es clon si no su verdadera fuerza además que su habilidad se duplica y que su otro yo no puede ser cortado ni morir en ese instante se imagina un enorme meteorito que se dirige hacia la Seretei entonces Kenpachi se lanza al ataque mostrando su Shikai el cual lo activa con la palabra Devóralo llamando así a Nozarashi con el cual logra destruir el enorme meteorito para sorpresa del Quincy. Gremmy muy molesto trata de imaginarse ser más fuerte que Zaraki ocasionando su propia derrota para finalmente desvanecerse y mostrar su verdadera forma un cerebro enfrascado, Zaraki se percata del uniforme de Yachiru en el piso por lo que muy preocupado la llama y obliga a sus oficiales a buscarla cuando de pronto son atacados por la técnica de Candice Catnipp, Zaraki trata de atacar a Candice pero falla debido a la rapidez de esta y por las heridas profundas que tiene a consecuencia de la batalla que tuvo con Gremmy, por tanto es atacado por la Quincy múltiple veces y también es golpeado fuertemente por Meninas McAllon lo que origina que Kenpachi no pueda moverse y cuando finalmente recibiría el golpe final por parte de las Quincy aparece Ichigo Kurosaki para detenerlas. Al ver a Ichigo, Zaraki muy contento le dice que nunca pensó que algún día vendría ayudarlo además Ichigo le pregunta si puede levantarse entonces Kenpachi muy sonriente le dice que se preocupe por el, de pronto Candice se propone a atacarlos e Ichigo la detiene y le hace frente.
Ante el llamado de emergencia hecho por Kisuke, Zaraki aparece ante sorpresa de sus oficiales y del Capitán Ukitake quien había mencionado que el capitán no podía moverse; luego de entrar comienza a preguntar sobre el paradero de Yachiru entonces Kisuke le dice que la undécima división lo está buscando mientras ellos platican y que no debe preocuparse y que espere sin embargo Zaraki hace caso omiso y se da la vuelta con dirección a salir fuera del laboratorio entonces Kisuke logra colocar un sello para impedir que salga por lo que Kenpachi se molesta y le exige una explicación por lo que Urahara le explica que debe ser paciente y que sería un problema si él se va, en ese momento Kenpachi se dirige a Kisuke pero Nanao lo detiene entonces el capitán le dice que se mueva pero Nanao muy serie le dice que no es momento para eso que basta y que todo sería más rápido con la búsqueda realizada por la undécima división y que debería centrarse en sus principales funciones, entonces Kenpachi la mira, exhala y voltea para decir que es más rápido cuando lo hace su equipo dejando todos sorprendidos por la actitud de Ise. Zaraki le pregunta a Kisuke si solo tiene que poner su Reiatsu en la esfera y podrán estar en el aire a lo que Kisuke le responde con un rotundo no y le explica el nuevo método, luego que todos dijeran una breves palabras hacia Kisuke, Kenpachi dice que le importa muy poco si regresa o la protección del Gotei13 que eso es lo que menos le importa lo que el quiere es plantar en el suelo a los Quincy.
Una vez que Kenpachi y el resto de Shinigami llegan al Palacio, Zaraki se enfrenta contra Pernida Parnkgjas, sin embargo la batalla queda inconclusa porque Zaraki pierde un brazo y antes de ser asesinado por el Quincy, Mayuri decide anestesiarlo para evitar su muerte y así este recupere todo su poder para futuras peleas mientras Mayuri se enfrenta al Quincy. Mientras Byakuya Kuchiki y Tōshirō Hitsugaya se enfrenta al Quincy Gerard Valkyrie, Zaraki aparece para interferir y enfrentarse con el Quincy, Zaraki trata y trata de dañar a Gerard pero nada logra cortar ninguna parte del cuerpo del Quincy dejando sorprendido a Kenpachi por lo que de tanto intento finalmente Zaraki empieza a agotarse y de un solo golpe propinado por el Quincy, el Shinigami queda fuera combate sin embargo recibe la visita de la pequeña Yachiru Kusajishi quien finalmente se da a conocer el espíritu de la Zanpaku-tō del Shinigami y por ende le informa que el también posee Bankai. Zaraki finalmente revela su Bankai ante sorpresa de Byakuya, Tōshirō y el mismo Quincy Gerard, Gerard admite que hubo un cambio repentino del Reiatsu de Zaraki y también dijo que aunque fuera el Bankai fue algo mínimo por lo que el Quincy menosprecia el poder de Zaraki, Gerard al ver la espada de Zaraki la menosprecia y sigue ninguneando el Bankai del Shinigami y finalmente le dice que Zaraki es cualquier cosa entonces el Quincy se lanza al ataque mientras le dice que está hecho pedazos además le informa que tendrá el honor de ser aplastado con sus propias manos sin embargo Zaraki parece no estar consiente de sus actos y con un grito se dirige al ataque y de un solo mordisco le arranca el brazo a Gerard entonces el Quincy le informa que no ganara nada arrancándole el brazo ya que puede regenerarlo sin embargo Zaraki se lanza al ataque con todo su poder en tanto el Quincy trata de bloquear el ataque con su escudo pero ni eso detiene a Kenpachi que logra cortar el escudo del Quincy además de generarle un pequeño corte en la frente de Gerard dejando sorprendido al Quincy ya que era imposible que eso ocurriera entonces el Quincy pierde el equilibrio y se cae del borde sin embargo el Shinigami hace uso de su alas perteneciente a su Vollständing y muy molesto con su espada en mano se dirige hacia Zaraki para ponerle fin a la batalla en tanto Zaraki simplemente con su espada en la mano lo espera para el último golpe y finalmente Zaraki logra partir al Quincy en dos partes ante sorpresa del propio Quincy.
Después de partir en dos al Quincy, Zaraki queda mirando hacia el cuerpo del Quincy sin embargo Gerard hace uso de su Vollständing juntando su cuerpo partido por la mitad para finalmente mostrar su nuevo aspecto físico y también su nuevos poderes, derrotando de un solo golpe a Zaraki quien no podía resistir su propio poder otorgado por su propio Bankai(que también fue culpable de su eminente derrota). Más tarde, después de numerosos intentos de acabar con Gerard, la batalla se ve interferida por Yhwach, quién asesina a su propio subordinado usando su técnica Auswahlen.

## Poderes
Zaraki, como todo Shinigami tiene el poder de destruir y purificar a los Hollow si les derrota con un corte profundo en la máscara con su Zanpaku-tō. Se desconoce si sabe realizar el Funeral del Alma.
Inmenso poder espiritual: No obstante su poder no proviene de la unión y sincronía con su Zanpaku-tō, sino que posee una cantidad de reiatsu tan enorme que fluye sin parar constantemente de su cuerpo y de manera inconsciente, para lo cual tiene que contenerse si quiere disfrutar de la lucha. Debido a este enorme poder, Kenpachi posee una potencia física desmesurada, como demuestra al enviar a varios metros de distancia a Tōsen con una simple patada.
- El parche de su ojo derecho absorbe toda esa cantidad de reiatsu y lo limita, si se desprende de él puede concentrar toda esa energía en un potentísimo ataque o simplemente mejorar sus aptitudes de combate e ir al máximo de sus fuerzas.
- Su poder espiritual es tan grande que ha hecho que sea capaz de resistir golpes directos a su piel, similar al Hierro de los Espada.
- Es capaz de liberar su reiatsu y causar una gran explosión, la cual se extienda muchos metros alrededor, y causar un inmenso daño.

Percepción del reiatsu: Zaraki no es capaz de localizar y sentir reiatsu correctamente, lo cual merma sus capacidades de seguimiento y persecución, sin embargo se guía por lo que el llama Instinto.
Gusto por la lucha: En combate Zaraki lucha generalmente de frente y sin estrategias, prefiere cortar y luchar de cara para así disfrutar más de la lucha. El dolor de los cortes es un pequeño precio a pagar en comparación con la excitación y el placer que siente ante un combate, según sus propias palabras
Inmensa Fuerza: Zaraki es un luchador nato y sumamente experimentado. Se caracteriza por golpear con embates fuertes y contundentes para derrotar a su enemigo, apoyándose en el gran poder que le brinda el reiatsu descontrolado que desprende inconscientemente. Por ejemplo logró destrozar el bankai de Tōsen con dos poderosos golpes o partir en dos al Arrancar Tesla con uno de ellos. Solo con su mano desnuda, Kenpachi también fue capaz de desviar el Cero del Quinto Espada Nnoitra Gilga, sus ataques de espada son tan poderosos que cortan a través del hierro en estado liberado de Yammy Llargo removiendo uno de sus miembros con un solo golpe. Es incluso capaz de defenderse de una gigantesca espada de oponentes como Nnoitra o Komamura con una sola mano. 
Experto en Hakuda: Mientras que su estilo de lucha predilecto es el Zanjutsu, Kenpachi ha demostrado ser un combatiente muy capaz y peligroso usando sus habilidades cuerpo a cuerpo. Siendo capaz de atrapar fácilmente el ataque de un oponente usando solo sus manos desnudas, también puede realizar poderosas patadas y derribos con gran facilidad.
Maestro en Zanjutsu: Generalmente Zaraki blande su espada con su mano derecha y rehúsa usar el kendo, sin embargo si su poder habitual no es sufciente para derrotar al adversario, puede sujetar su Zanpaku-tō con dos manos, aumentando de forma muy considerable la potencia destructiva de los mismos (fue capaz de derrotar al Quinto Espada con un solo golpe a dos manos). Su fuerza de corte extremo es también evidente cuando es capaz de cortar fácilmente a través del Hierro de un Espada aun en su estado liberado como Yammy Llargo, el cual es más duro que el acero, así como cortar, gran parte de un rascacielos con un simple movimiento de su muñeca.
- Kendō: Kenpachi también ha mostrado un considerable conocimiento y habilidad en Kendō (un requisito que Yamamoto le impuso a antes de unirse oficialmente al Gotei 13), aunque kenpachi desprecia usar las habilidades y técnicas aprendidas a partir de otra fuente.
- Ryōdan: Una técnica que Kenpachi usa cuando está sosteniendo su espada con las dos manos. Lo cual le permite dividir a un oponente por la mitad de un solo golpe.

Aguante Imposible: Según las palabras de Hanatarō Yamada, Kenpachi tiene ese nombre debido a que es inmortal: por muchos cortes que le hagas, nunca morirá. Si bien esto es desmentido en el combate contra Nnoitra, en el cual muestra preocupación por morir. Ignora fácilmente heridas que matarían a otros Shinigamis, combatiendo sin problemas a pesar de estas, y quedó tan solo inconsciente tras el combate contra Ichigo cuando estaba recubierto de más de una docena de cortes, muchos de ellos graves.

## Zanpakutō
Nozarashi (野晒, Expuesto al Campo) es la Zanpaku-tō de Zaraki. El aspecto de su espada luce con numerosas muescas y mellas en su hoja de librar tantos combates, el tsuka está vendado y el tsuba posee una forma rayada.
Kenpachi es el único de entre todos los capitanes que es incapaz de invocar un Bankai o liberación completa. Aunque el bankai es un requisito para ser Capitán de las Trece Divisiones, Zaraki obtuvo el puesto asesinando al anterior capitán de 11.º escuadrón en un duelo a muerte ante todos los integrantes de la Undécima División. Gracias a la Saga Bount, se sabe que el capitán al que mató, se llamaba "Kenpachi Kiganjo".
En la Saga de la Guerra Sangrienta de los Mil Años tras la lucha que mantiene con la capitana Unohana, Zaraki por fin se vuelve capaz de escuchar la voz de su espada y ésta se dispone a revelarle su nombre, el cual finalmente da a conocer en su batalla contra Gremmy Thoumeaux.

### Shikai:Nozarashi
Se activa con el comando Bebe (飲み込め, Nomikome), al liberarse toma la apariencia similar a lo que podría ser un hacha Lochaber o un cuchillo carnicero de medidas desproporcionadas. En su empuñadura aún conserva las vendas y en uno de los extremos de la base de la hoja lleva enrollado un trozo grueso de tela. Se desconocen los límites de su habilidad, pero es lo suficientemente poderosa como para detener y destruir el meteorito que Gremmy creó para destruir el Seireitei de un solo golpe.

## Curiosidades
- Su seiyu interpreta TONIGHT TONIGHT TONIGHT Opening 4 del anime.
- El kanji que le representa es 興 significa Divertirse.